# Nittorps kyrka
Nittorps kyrka är en kyrkobyggnad i Nittorp i Tranemo kommun. Den tillhör sedan 2010 Dalstorps församling (tidigare Nittorps församling) i Göteborgs stift.

## Föregående kyrka

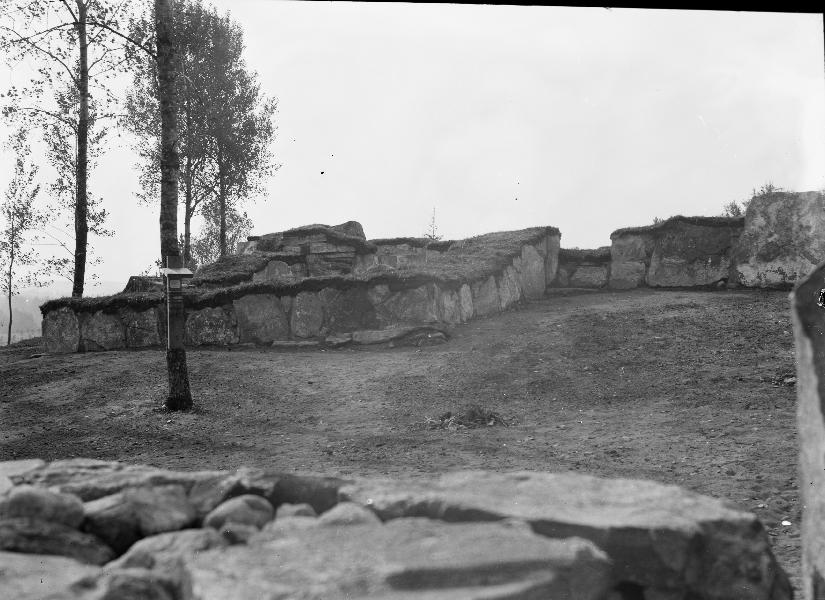
Nittorps kyrkoruin

I Nittorps by (3,5 kilometer norr om det moderna samhället med samma namn) ligger ruinen efter en medeltida stenkyrka som revs när nuvarande kyrka byggdes. År 1938 restaurerades ruinen och numera firas friluftsgudstjänster där på sommaren. På gamla kyrkplatsen är en klockstapel uppförd.

## Nuvarande kyrkobyggnad
Nuvarande stenkyrka i nyklassicistisk stil uppfördes 1847 av byggmästare från Sandhults socken efter ritningar av arkitekt G Ståhl. I sin nuvarande form består kyrkan av ett rektangulärt långhus med ett smalare halvrunt kor i öster. Vid långhusets västra kortsida finns ett kyrktorn med en sluten lanternin som har en flack huv krönt med ett kors. En vidbyggd sakristia finns vid långhusets nordöstra sida. Ytterväggarna är vitputsade och genombryts av stora rundbågiga fönsteröppningar.

### Ombyggnader på 1900-talet
År 1931 genomgick kyrkan en omfattande restaurering efter förslag av byggmästarna Albin & Carl-Wilhelm Gustafsson. Kyrkorummet målades om och dess golv byttes ut. Predikstol och altaruppsats konserverades. Alla kyrkbänkar byttes ut, men tidigare bänkdörrar och bänkskärmar behölls. En draperimålning från 1870 ovanför predikstolen bättrades på. Ytterväggarna belades med ny puts. 1947 installerades elektrisk värme och 1950 installerades elektrisk belysning. 1958 byggdes nuvarande sakristia vid nordöstra sidan efter ritningar av arkitekt E Lundberg i Borås. Vid en restaurering 1964 avlägsnades fyra bänkrader längst bak i kyrkorummet och ersattes med fast skåpinredning. Draperimålningen ovanför predikstolen målades över. 1999 lades kyrkans tegeltak om och träfasaderna på tornets lanternin målades om.

## Inventarier
- Vid norra väggen står en flerfärgad predikstol som är överförd från gamla kyrkan. Dess fyrsidiga korg har träskulpturer föreställande de fyra evangelisterna. På korgens övre kant finns tre änglahuvuden med förgyllda vingar. Predikstolens femsidiga ljudtak är invändigt målat i blått med en förgylld sol i mitten. Under ljudtaket hänger en vitmålad snidad duva.
- Dopfunten av ek med utskurna ornament är skänkt till kyrkan 1920. Funten består av en liten cuppa som bärs upp av ett skaft med snidade och delvis förgyllda ornament som vilar på en kvadratisk fot.
- Altartavlan är en oljemålning på duk utförd 1871 av konstnären Anders Gustaf Ljungström. Tavlans motiv är Kristi förklaring.
- Av en ursprunglig dopfunt huggen i kalksten omkring år 1200 återstår endast ett fragment, förmodligen av cuppan. Det är skivformat med skrånande sida. Ornamentering i form av en repstav och en liljefris. Uttömningshål saknas[2]

### Orgel
Orgeln byggdes 1862 och hade ursprungligen sex stämmor. En om- och tillbyggnad genomfördes 1950 av Mårtenssons orgelfabrik i Lund då orgeln utökades till arton stämmor.

### Klockor
I tornet hänger två klockor. 
- Storklockan är gjuten 1523 av den så kallade Nittorpsmästaren. Den har en latinsk inskrift, som i svensk tolkning lyder: Herrens år 1523 göts denna klocka av m. l. och p. o. kyrkoherede i Dalstorp.[3]
- Lillklockan är gjuten 1884.

## Bilder

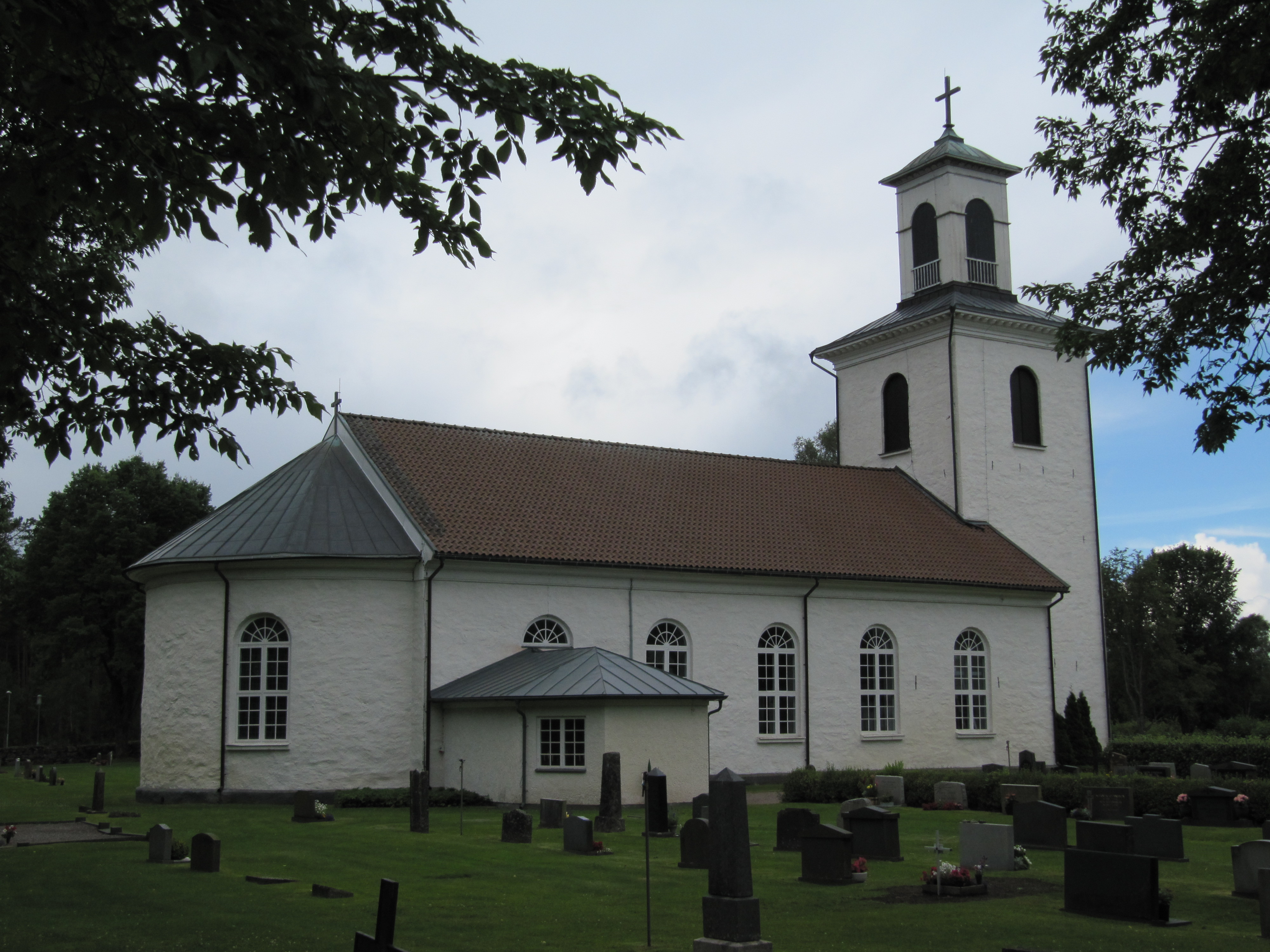
Kyrkans norra sida med sakristia
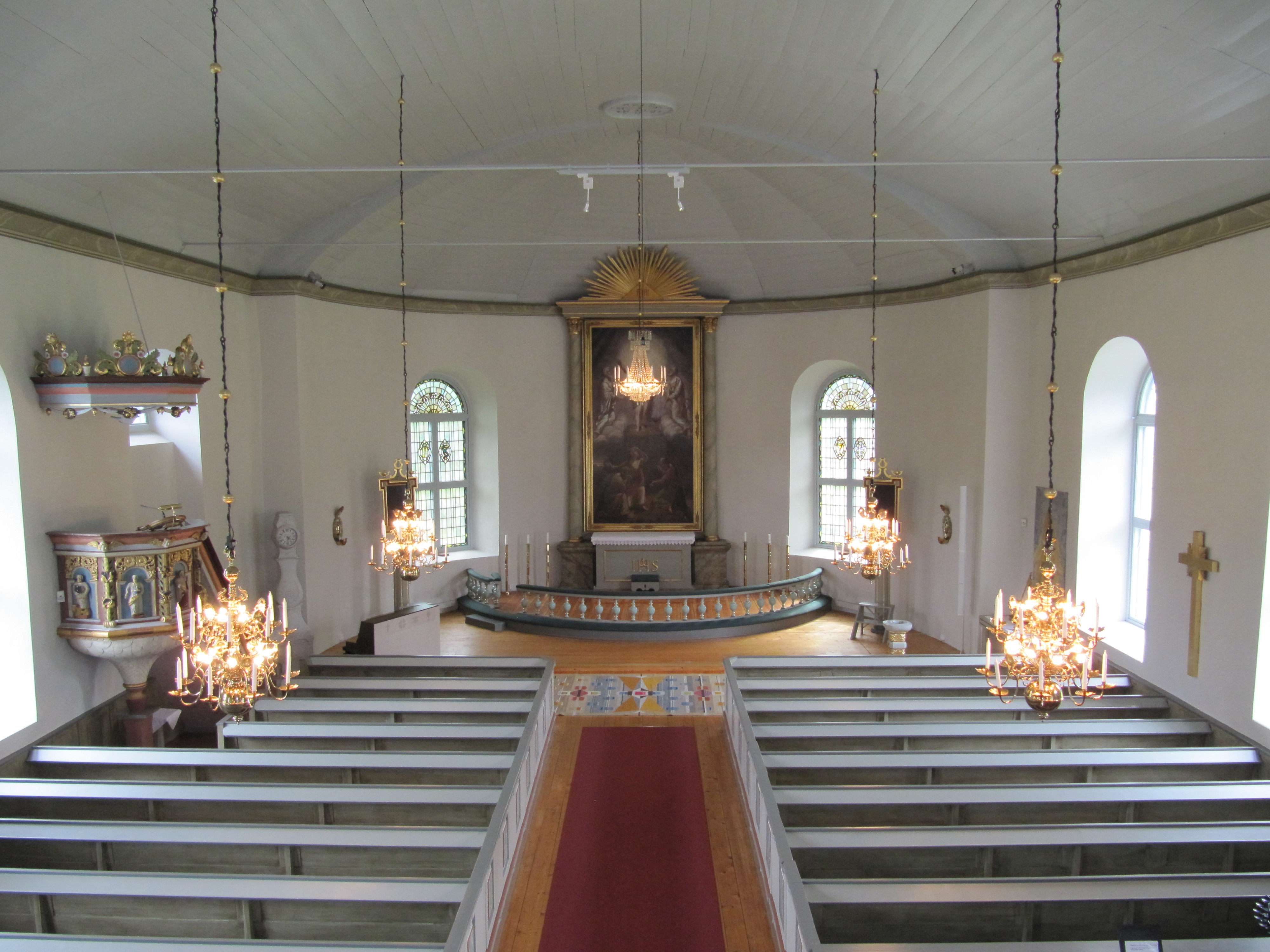
Interiör mot koret
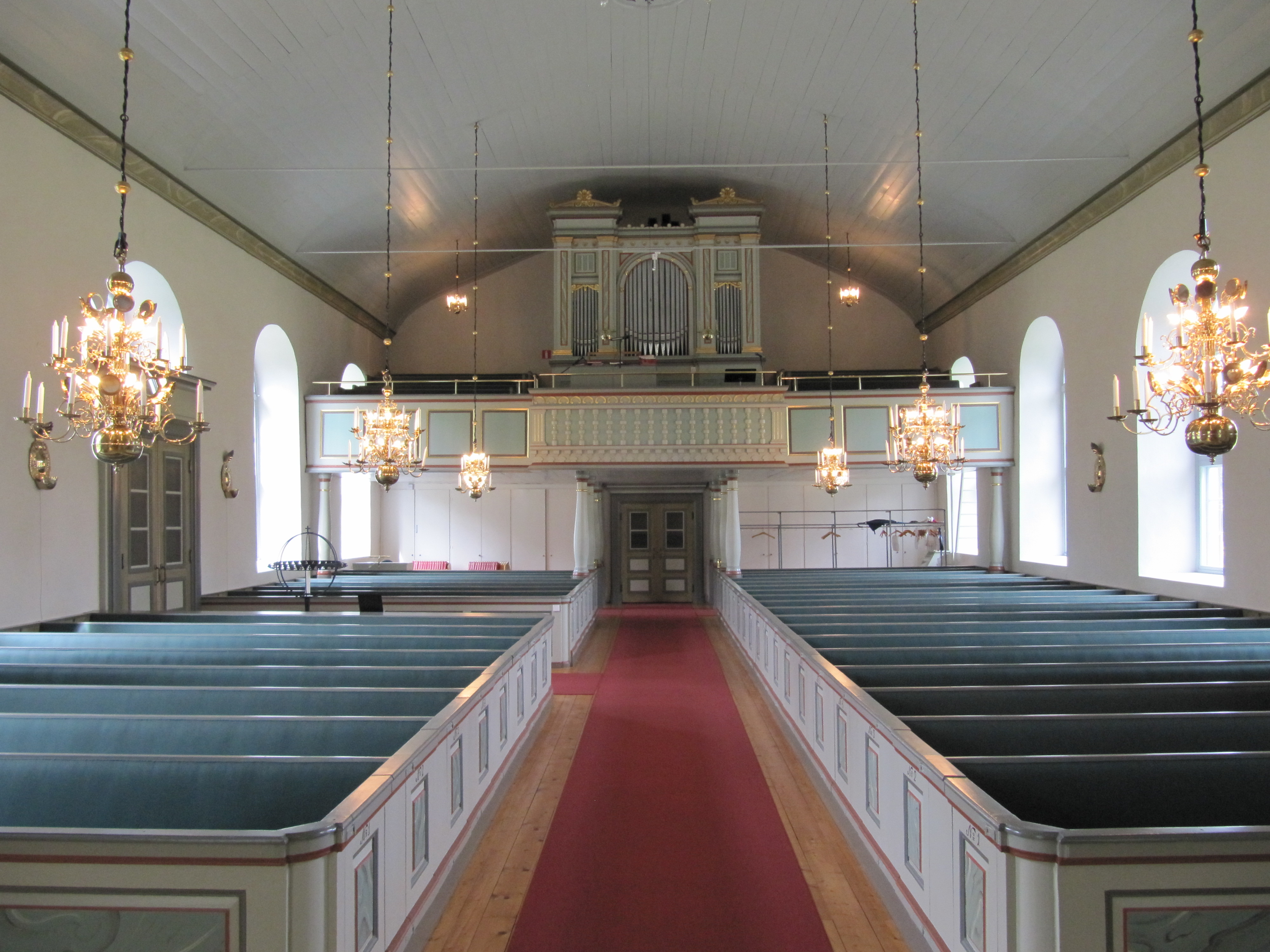
Interiör mot läktaren i väster
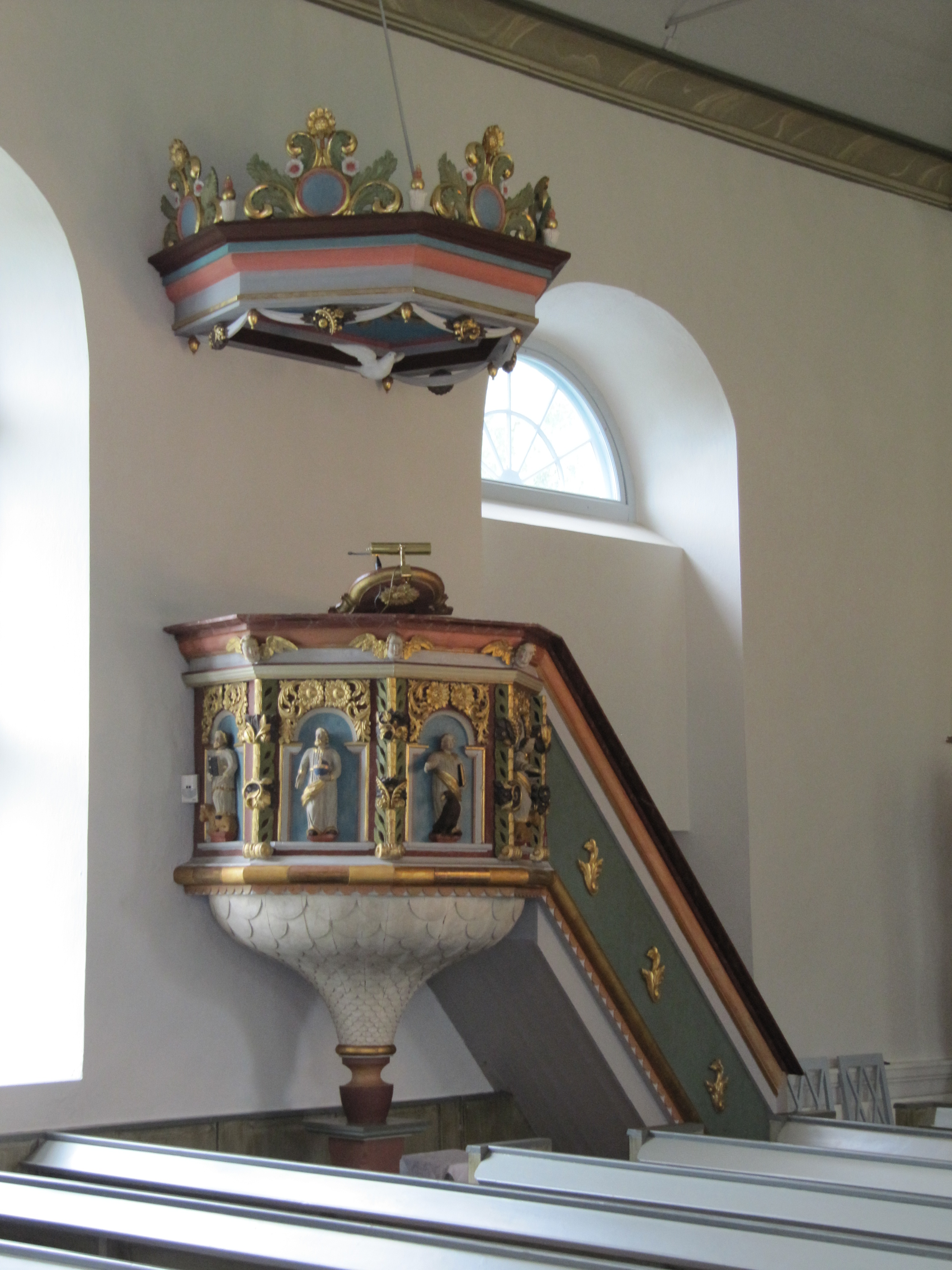
Predikstol
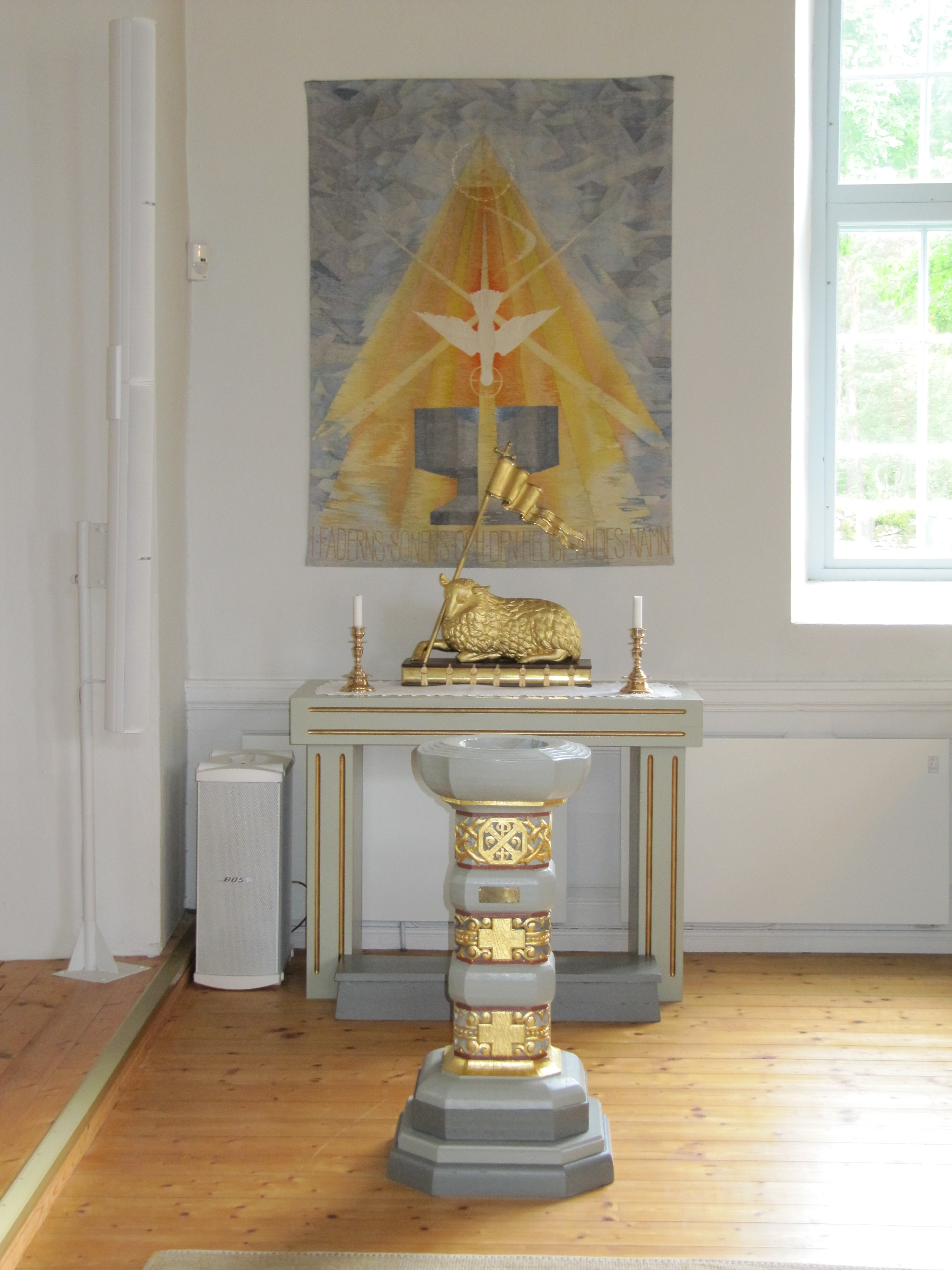
Dopplats i koret